# Semantisk interoperabilitet
Semantisk interoperabilitet är förmågan att utväxla information mellan datorsystem på ett sådant sätt att mottagande system utan manuell intervention kan tolka informationens innebörd och producera för slutanvändaren användbara resultat. Vanligen görs detta genom att sändare och mottagare har en gemensam referensmodell över kunskapsområdet och informationsinnehållet representeras på ett kontrollerat sätt med exempelvis koder, överenskommen terminologi eller standardiserade datatyper.